# اچ‌ام‌اس کامبرلند (۱۶۹۵)
اچ‌ام‌اس کامبرلند (۱۶۹۵) (به انگلیسی: HMS Cumberland (1695)) یک کشتی است که طول آن ۱۵۶ فوت (۴۷٫۵ متر) می‌باشد.